# غولد سكايز
غولد سكايز أو «السماوات الذهبية» (بالإنجليزية: Gold Skies)‏ هو أول ألبوم موسع (EP) من إنتاج دي جي الهولندي ومنتج التسجيلات مارتن غاركس. تم إصداره كتنزيل رقمي في 8 يوليو 2014 على آي تيونز في بلدان أمريكا الشمالية. يتضمن الألبوم أغاني فردية مثل «أنيملز» و«ويزرد» و«تريمور» و«السماء الذهبية» و«بروكسي».

## الأغاني المنفردة
- تم إصدار «أنيملز» كأغنية منفردة من الألبوم الموسع في 17 يونيو 2013.

- صدرت «ويزرد» كأغنية فردية من الألبوم في 2 ديسمبر 2013.

- صدرت «تريمور» كأغنية فردية في 21 أبريل 2014.

- صدرت أغنية «غولد سكايز» كرابع أغنية من الألبوم في 2 يونيو 2014.

- صدرت أغنية «بروكسي» باعتبارها الأغنية الخامسة والأخيرة من الألبوم الموسع (EP) في 2 يوليو 2014.